# 卡日寺 (定日县)
卡日寺，位于西藏自治区日喀则市定日县扎西宗乡冲嘎村，是一座藏传佛教寺院。

## 简介
卡日寺是位于西藏自治区日喀则市定日县扎西宗乡冲嘎村的一座藏传佛教寺院。
2000年，定日县共有寺庙41座，其中半僧半尼寺庙27座。这41座寺庙中，有5人以上寺庙19座，寺庙名称、僧尼人数、负责人分别为：翁成寺，5人，辛饶；塔巴林寺（塔尔巴寺），15人，金巴曲扎；古益寺（谷叶寺），14人，强巴；桑松寺，14人，桑布；差堆寺（查堆寺），15人，阿日玛吉；堆桑林寺（土桑寺），20人，白玛吉布；卡日寺（卡热寺），20人，乌布杰；宗仁尼寺，7人，尼玛格桑；绒布寺，35人，阿旺多阿；岗嘎寺，22人（空缺）；古仓寺（贵仓寺），6人，索朗平措；德玛曲德寺，18人，洛桑；宗布寺（总布寺）（尼姑庙），13人，央金；曲龙寺（曲洛寺），18人，尼玛曲珍；贡达普寺，15人，旦增群培；指俄寺，6人，班觉；德庆寺，5人，加措；贡巴孜寺（尼姑庙），15人，白玛；曲德寺，25人，龙多。上述5人以上寺庙按照政府民族宗教管理部门对寺庙的编制规定均未超编，也有个别寺庙的人数不足额。定日县的5人以下寺庙有22座，这些寺庙有部分僧尼在农闲时到寺庙念经，农忙时返回家中务农。定日县的寺庙中，建有民管会18个，分设民管小组23个。
2012年，定日县人民政府对该县11个寺庙的管委会用房进行了招标，这11个寺庙分别是：绒布寺、卡日寺、曲龙寺、森嘎曲德寺、曲德寺、当卓寺、曲龙贡达普寺、贡达普寺、尼让印刷寺、普萨寺、贡达拉东寺。
2013年，定日县人民政府对该县18座寺庙公路工程进行了招标，这18座寺庙分别是：曲当乡塔巴林寺、曲当乡古益寺、曲当乡桑松寺、克玛乡云东曲德寺、克玛乡森嘎查寺、盆吉乡曲德寺、扎西宗乡卡日寺、扎西宗乡差堆寺、扎西宗乡扎普寺、扎西宗乡堆桑林寺、岗嘎镇辖龙寺、扎西宗乡巴龙寺、岗嘎镇尼布寺、岗嘎镇曲龙寺、岗嘎镇乃琼寺、岗嘎镇朗果寺、岗嘎镇普萨寺、扎果乡古仓寺。